# Lieve

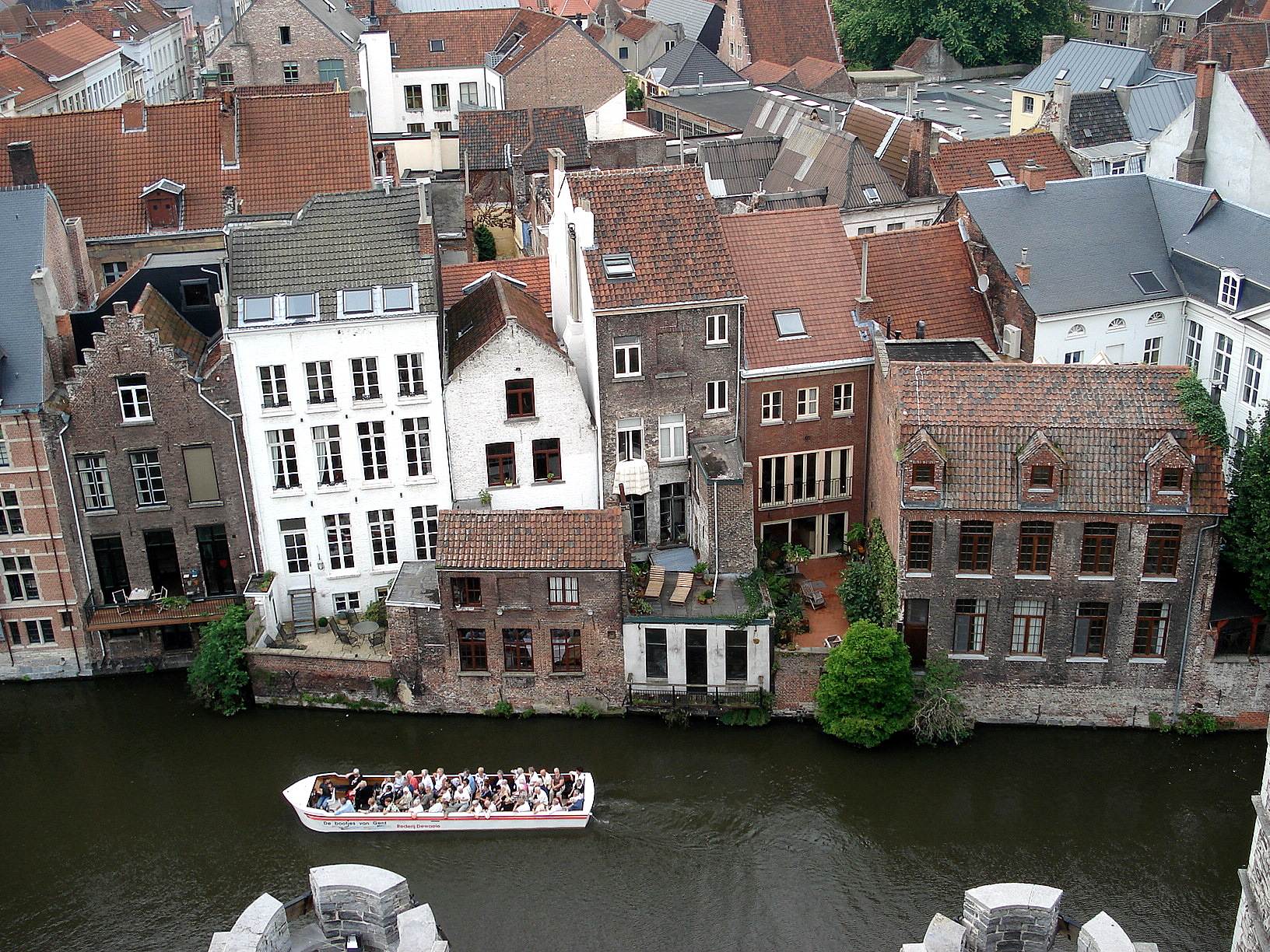
La Lieve à Gand, à la hauteur du château des Comtes (vue plongeante prise du haut du donjon).

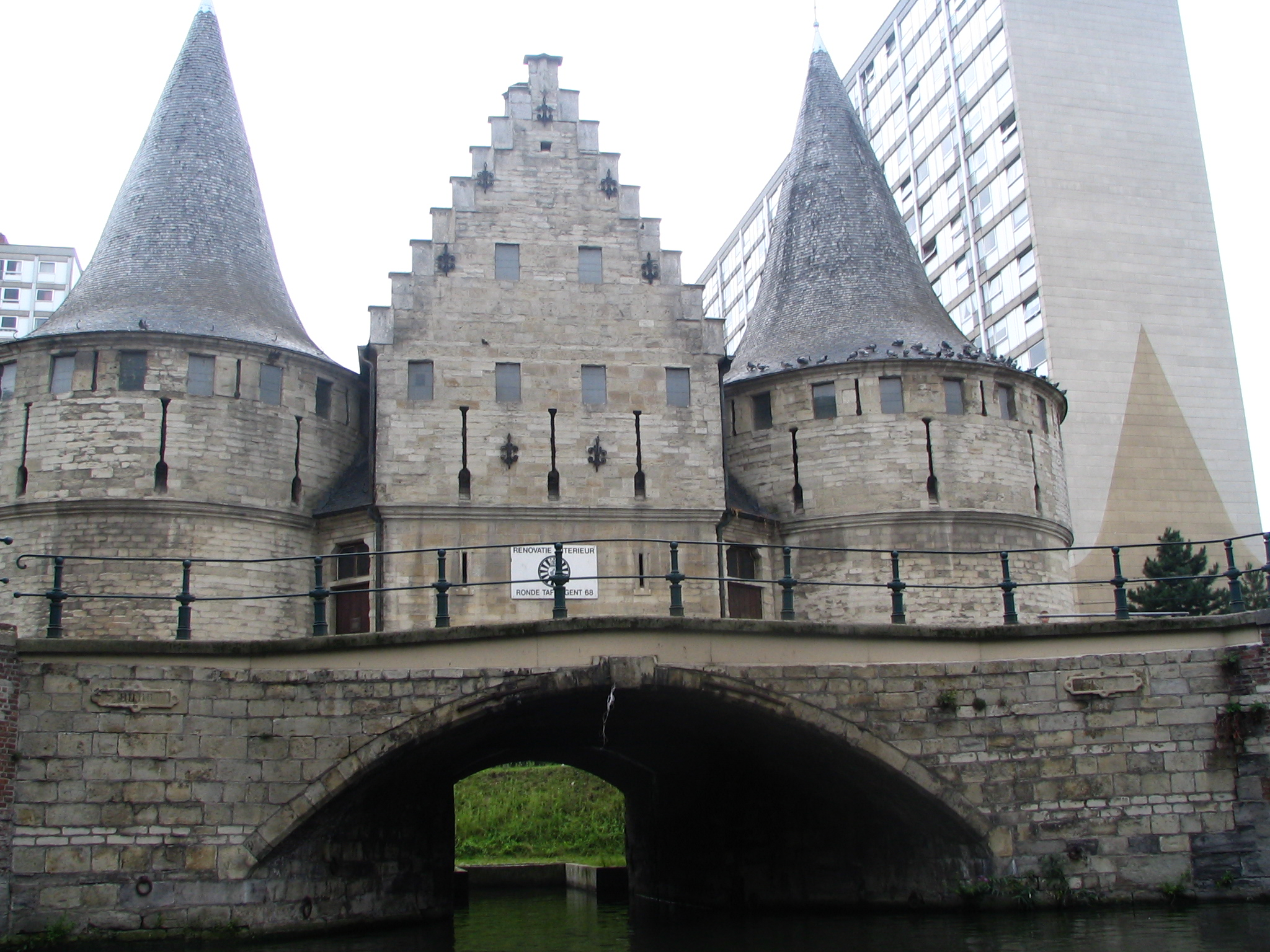
Le Rabot.

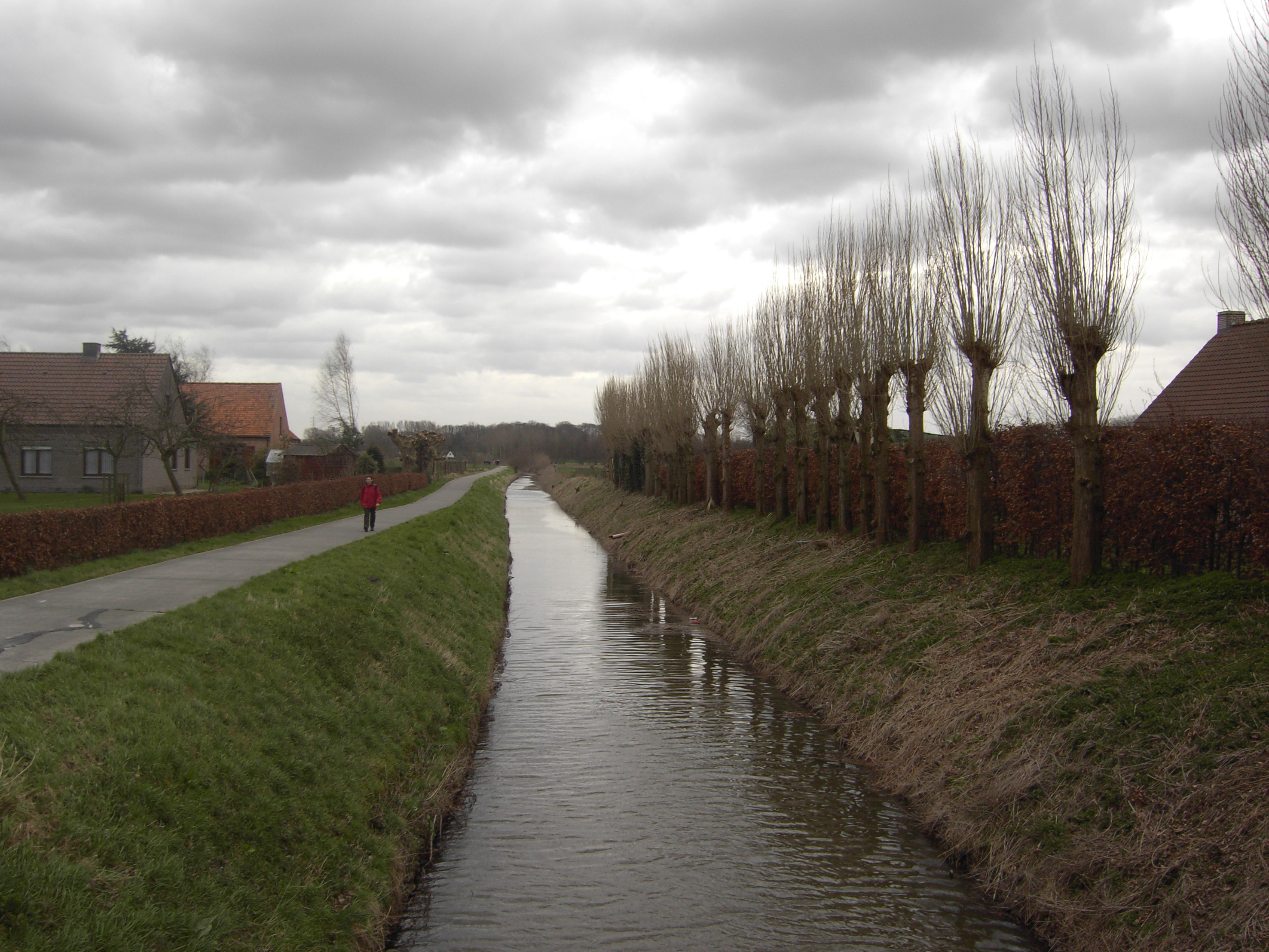
La Lieve entre Vinderhoute et Zomergem.

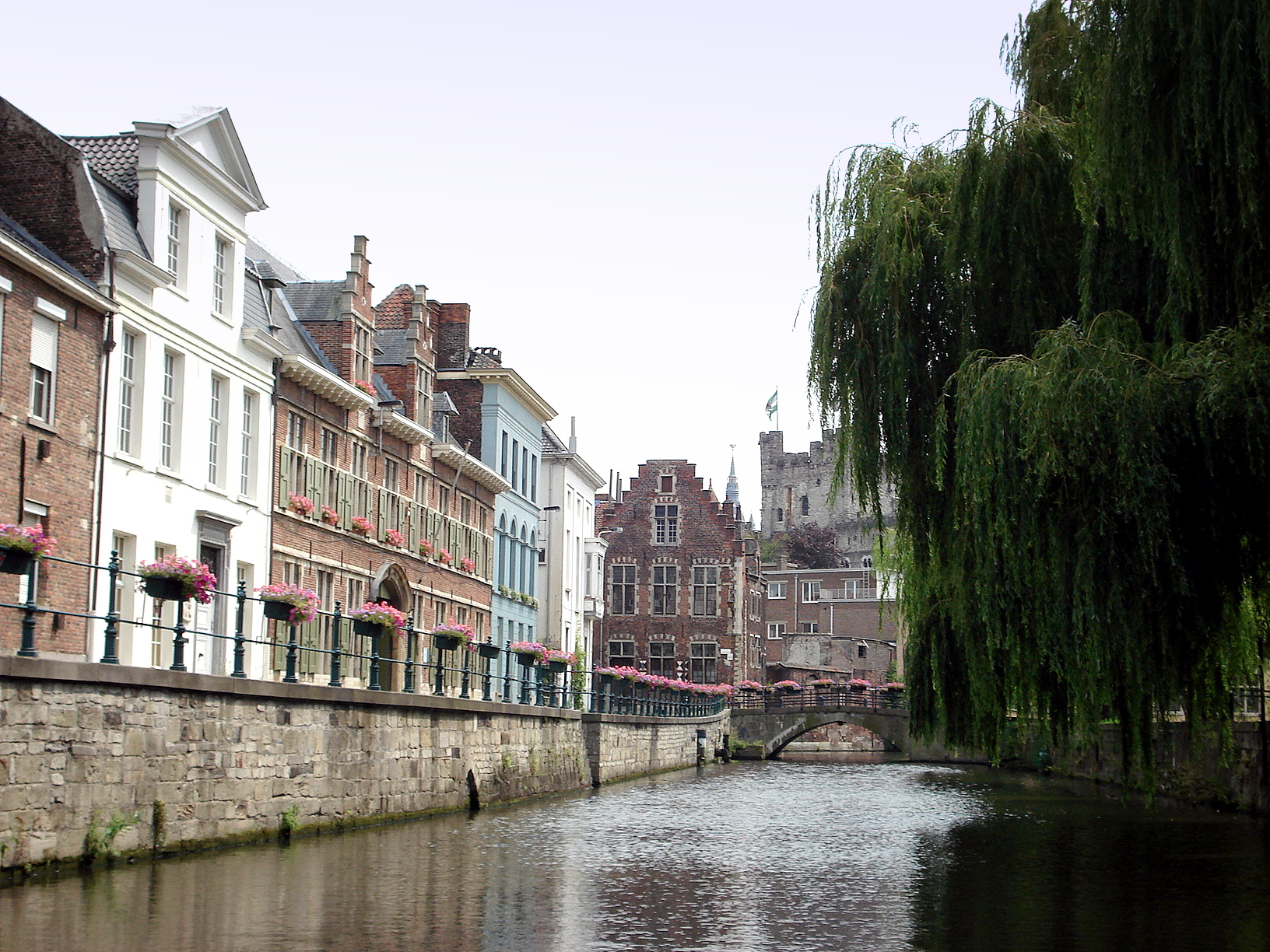
La Lieve à Gand: quai des Augustins (à gauche), quai de la Lieve (à droite, peu visible). Remarquer au fond le donjon du château des Comtes.

La Lieve est un canal qui reliait autrefois Gand (au niveau du château des Comtes) à la mer du Nord en passant par la ville de Damme. 

## Histoire
Creusé entre 1251 et 1269, le canal fut la première voie navigable artificielle reliant Gand à la mer du Nord. À Damme, c'est-à-dire à son extrémité nord-ouest, il débouchait dans le bras de mer le Zwin, permettant par là de gagner la mer du Nord. À Gand même, à son autre extrémité, il était raccordé à la Lys, non loin du château des Comtes.
Le canal pénétrait dans la cité gantoise par le biais d’une porte de garde, dite Rabot, au-dessus de laquelle fut édifiée un petit ouvrage de fortification, toujours visible aujourd’hui. Il s’agit d’une sorte de passe-bateau qui, avant l’invention de l’écluse à sas (les deux rabots de Gand datent de 1491), permettait aux bateaux de franchir la retenue à l'aide d'un système de levage. 
Tôt après son aménagement, la Lieve prit une importance considérable pour la ville de Gand, notamment pour ses échanges avec l'Angleterre. Cependant, le Zwin, mais aussi une partie de la Lieve, s'étant peu à peu ensablés, Charles Quint ordonna en 1547 la construction du canal de Sas (néerlandais : Sassevaart), lequel, courant droit vers le nord jusqu’à l’estuaire de l’Escaut, offrait désormais à Gand un accès direct à la mer du Nord. Le recul de la puissance économique d'autres villes comme Bruges, L'Écluse et Damme contribua également à la diminution de l'importance de la Lieve. Le canal, qui jusque-là était la propriété de la ville de Gand, fut revendu en 1828.
Le canal de Schipdonk, qu’on entreprit de creuser en 1847, absorba une partie du tracé de la Lieve entre Zomergem et Moerkerke près de Damme.
En 2019, la nouvelle commune de Lievegem est créée par la fusion de Lovendegem, Zomergem et Waarschoot. Elle porte son nom en honneur de la Lieve.

## Aujourd'hui
La Lieve est maintenant en grande partie disparue, soit qu’elle ait été comblée (dans l’agglomération gantoise, au-delà du Rabot), soit qu’elle vienne à se confondre avec le canal de Schipdonk. Il n’en subsiste plus guère aujourd’hui que trois portions :
- un tronçon entre Damme et Moerkerke;
- un tronçon entre le canal de Schipdonk (à la hauteur de Zomergem) et la localité de Vinderhoute;
- une courte section dans le centre historique de Gand, entre le château des Comtes et le Rabot.

Cette dernière section, fort touristique, est bordée du château des Comtes, du pittoresque quai de la Lieve (néerl. Lievekaai), du quartier de la Cour des Princes (néerl. Prinsenhof), et se termine au Rabot. Les berges des autres tronçons ont été aménagés par l’autorité flamande en sentiers de randonnée.